# Dolnojizerská tabule
Dolnojizerská tabule je geomorfologický podcelek v jižní a jihozápadní části Jizerské tabule. Zaujímá části okresů Mladá Boleslav, Mělník a Nymburk ve Středočeském kraji. Podcelek se rozkládá mezi sídly Mělník a Liběchov na západě, Lysá nad Labem na jihu, Rožďalovice na východě a Mladá Boleslav na severu. Nejvýznamnějším sídlem uvnitř podcelku je město Benátky nad Jizerou.

## Charakter území

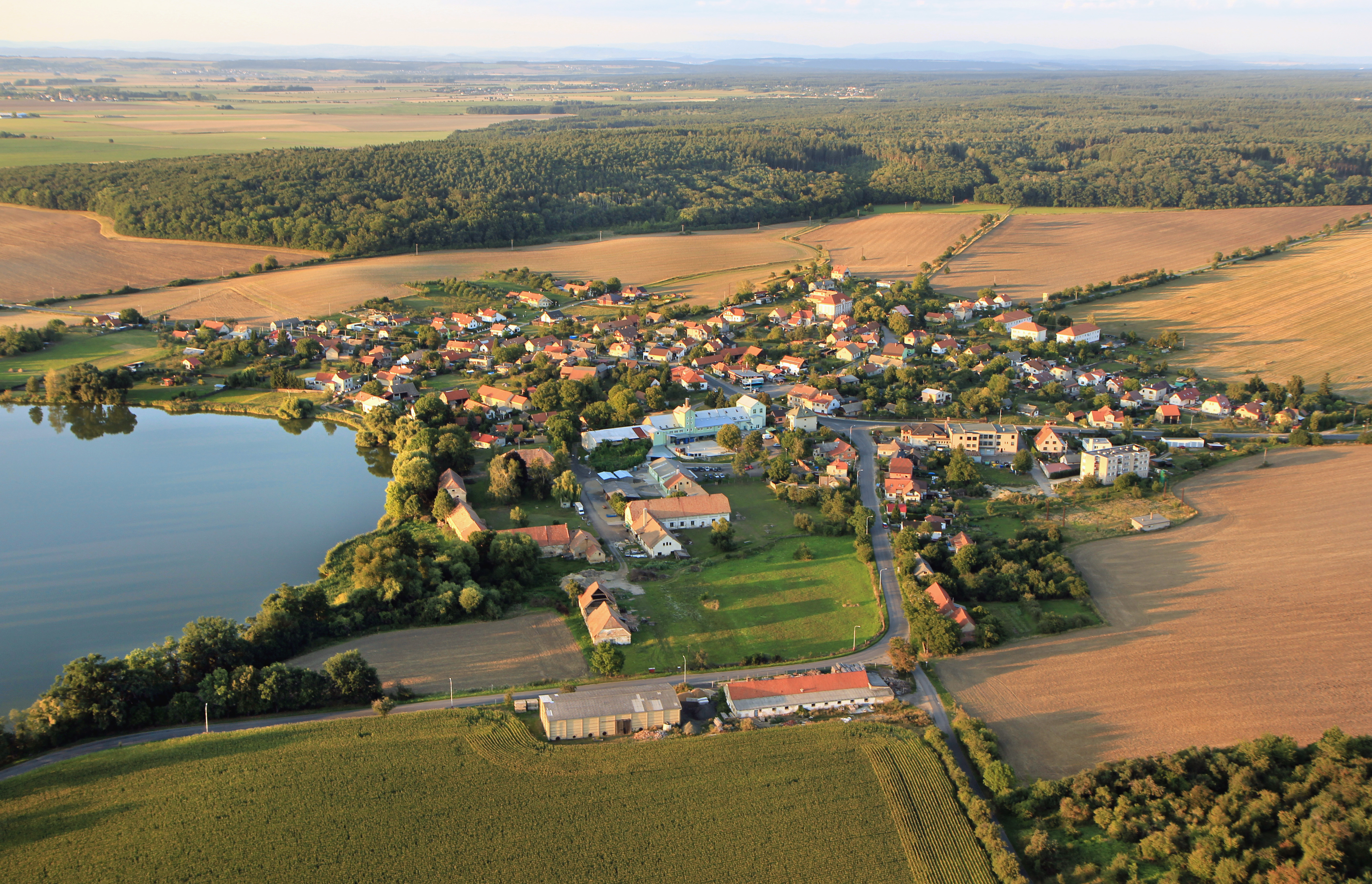
Jižní výběžek Luštěnické kotliny do Jabkenické plošiny u obce Vlkava

Území je pokryto kulturní krajinou s převahou menších obcí, značné procento půdy je obdělávané, na písčitých půdách se rozkládají převážně borové lesy.

## Poloha
Podcelek má zhruba tvar vrcholu nakloněné šipky, jejíž osou je tok řeky Jizery. Celek sousedí na severu se sesterským podcelkem – Středojizerskou tabulí, západní rameno šipky v povodí Košáteckého potoka a dolní Pšovky sousedí s Ralskou pahorkatinou a u Mělníka krátce s Dolnooharskou tabulí. Jižní vrchol šipky, blížící se soutoku Jizery s Labem, a východní rameno šipky v povodí horní Vlkavy, sousedí se Středolabskou tabulí, východní rameno dále na sever ještě s Jičínskou pahorkatinou.

## Geomorfologické členění
Podcelek Dolnojizerská tabule (dle třídění Jaromíra Demka VIB–2B) má v geomorfologickém členění další čtyři okrsky:
- Košátecká tabule (VIB–2B–1)
- Luštěnická kotlina (VIB–2B–2)
- Jabkenická plošina (VIB–2B–3)
- Vrutická pahorkatina (VIB–2B–4)

Kompletní geomorfologické členění celé Jizerské tabule uvádí následující tabulka:
| Geomorfologické členění Jizerské tabule                                | Geomorfologické členění Jizerské tabule | Geomorfologické členění Jizerské tabule |
| ---------------------------------------------------------------------- | --------------------------------------- | --------------------------------------- |
| ČESKÁ VYSOČINA • Česká tabule • Středočeská tabule                     |                                         |                                         |
| STŘEDOJIZERSKÁ TABULE                                                  | Bělská tabule                           | Rokytská horka (410 m)                  |
| STŘEDOJIZERSKÁ TABULE                                                  | Skalská tabule                          | Horka (385 m)                           |
| DOLNOJIZERSKÁ TABULE                                                   | Košátecká tabule                        | Kurfirstský vrch (304 m)                |
| DOLNOJIZERSKÁ TABULE                                                   | Luštěnická kotlina                      | Lánský kopec (221 m)                    |
| DOLNOJIZERSKÁ TABULE                                                   | Jabkenická plošina                      | Zámrsky (280 m)                         |
| DOLNOJIZERSKÁ TABULE                                                   | Vrutická pahorkatina                    | Benátecký vrch (251 m)                  |
| PROVINCIE • Subprovincie • Oblast / Celek / PODCELEK • Okrsek • Vrchol |                                         |                                         |

## Významné vrcholy

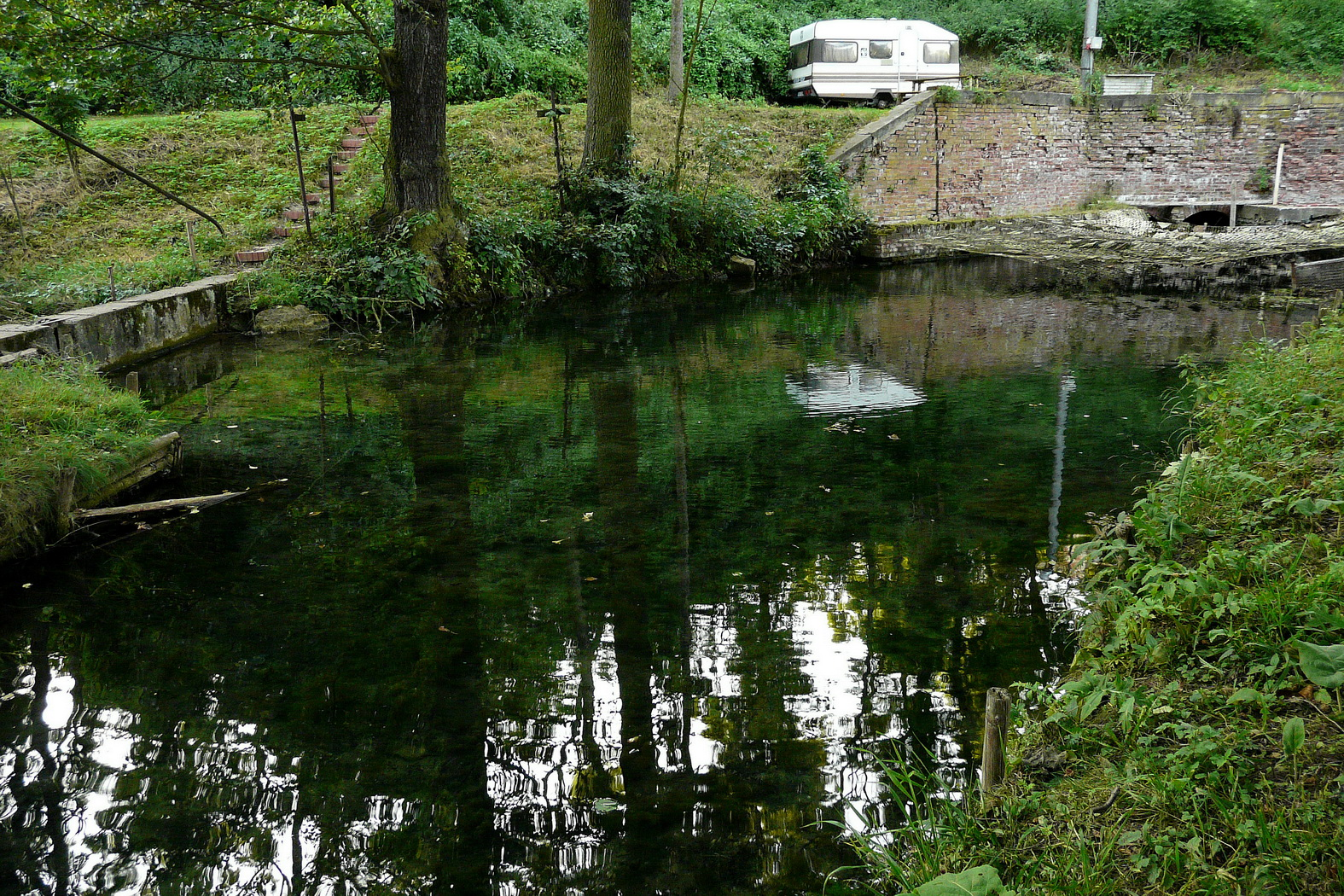
Pramen u Kropáčovy Vrutice, přítok Košáteckého potoka

- Kurfirstský vrch (304 m), Košátecká tabule
- Horka (290 m), Košátecká tabule
- Chloumeček (282 m), Košátecká tabule
- Hlavnov (258 m), Jabkenická plošina
- Benátecký vrch (251 m), Vrutická pahorkatina
- Šibák (228 m), Vrutická pahorkatina
- Kobylí hlava (215 m), Košátecká tabule

Nejvyšším bodem podcelku je bezejmenná kóta (320 m) v Košátecké tabuli, severovýchodně od Nebužel, při hranici se Středojizerskou tabulí.